# Любарская, Александра Иосифовна
Алекса́ндра Ио́сифовна Люба́рская (1908—2002) — советская и российская фольклористка, переводчица, редактор, автор сборников сказок для детей,  мемуаристка.

## Биография
Родилась 8 апреля (21 апреля по новому стилю) 1908 года в Санкт-Петербурге. Отец Иосиф Эммануилович Любарский (1877—1959) — инженер-технолог, выпускник таганрогской гимназии и Санкт-Петербургского технологического института; мать Елизавета Соломоновна Гольдина (1880—?) была зубным врачом; родители переехали в Санкт-Петербург из Таганрога.
В 1924 году окончила Петроградскую 10-ю Единую Трудовую школу имени Лидии Даниловны Лентовской. В этом же году поступила на Высшие государственные курсы искусствоведения (при Государственном институте истории искусства), которые окончила в 1930 году, получив звание литературоведа. Осенью 1930 года начала работать в Леногизе редактором детского отдела, который в то время возглавлял Самуил Яковлевич Маршак. Через некоторое время отдел преобразовался в самостоятельное издательство — Ленинградское отделение Детгиза.
В 1935—1937 годах многие сотрудники редакции были арестованы. Не обошла эта участь и Любарскую. Она была арестована 5 сентября 1937 года. После освобождения в январе 1939 года работала в Ленрадиокомитете в редакции детских передач. В 1947 году, по рекомендациям С. Маршака, Е. Шварца и В. Орлова, Александра Иосифовна была принята в Союз писателей. Была членом комиссии по литературному наследию Самуила Маршака и принимала участие в подготовке 8-томного собрания его сочинений.
В 1990-х годах Любарская работала над воспоминаниями. Умерла в 2002 году в Санкт-Петербурге.

## Работа в Детгизе

С. Я. Маршак

Маршаковская редакция Ленинградского отделения Детиздата (Лендетгиз) имела репутацию организации, в недрах которой в 1930-х годах «начиналась большая литература для маленьких». По словам Лидии Корнеевны Чуковской, коллективу, собранному Маршаком, «удалось задать высочайшие стандарты детской литературы». Александра Любарская, которой Маршак доверил редактирование своей поэмы «Мистер Твистер», вспоминала об этой работе как о сложном, но счастливом времени; уроки Самуила Яковлевича, связанные со скрупулёзным отношением к текстам и иллюстрациям, она усвоила на всю жизнь.
Как рассказывала Любарская, каждая из книг Лендетгиза становилась событием в детской литературе. Так, повесть Сергея Безбородова «На краю света» знакомила юных читателей с жизнью и бытом участников полярных экспедиций. Сказка «Олешек Золотые Рожки» давала возможность «почувствовать поэзию северных народов». Книга «Солнечное вещество», написанная Матвеем Бронштейном, считалась одним из образцов детской научно-художественной литературы. При этом вопросы идеологии при формировании редакционного портфеля отходили на второй план.
Шурочке (Александре Любарской)
Когда бы при рождении

Я мухой создан был,

В сплошном прикосновении

Я жизнь бы проводил.

Я к вам бы прикасался,

Красавица моя,

И в обществе считался

Счастливчиком бы я.

Отрывок из стихотворения Николая Олейникова

Может быть, всё это и было причиной разгрома редакции. А может быть, причиной было то, что вокруг редакции собралось очень много талантливых людей. А талант — это опасность.
Одним из признаков того, что над редакцией сгущаются тучи, стал выход в 1937 году стенной газеты Лендетиздата, озаглавленной «Повысим революционную бдительность». Номер начинался с информации о том, что «вредительская шайка врагов народа», в состав которой входили Тамара Габбе, Александра Любарская, Николай Олейников и другие, в течение нескольких лет занималась «диверсионной» деятельностью. В упрёк редакции ставились «затягивание сроков сдачи рукописей или срыв своевременного выпуска книг, опечатки, вклейки», а также «идеологическое вредительство»; в качестве примера авторами стенгазеты был приведён сборник рассказов Марка Твена, который не способен научить «читателя разоблачать врагов, диверсантов, но зато может направить воображение совершенно нежелательным образом».
Отдельно было упомянуто о «моральном облике» Александры Любарской, «её связи с проходимцем Безбородовым и особом покровительстве со стороны шпиона Файнберга». К осени 1937 года маршаковская редакция была ликвидирована.

## В заключении
Арест Любарской и других сотрудников Ленинградского отделения Детгиза произошёл в ночь с 4 на 5 сентября 1937 года (список № 10 «Харбинцы», с ходатайством о высшей мере наказания как участнице «троцкистской шпионской группы, связанной с японской разведкой»). По воспоминаниям Александры Иосифовны, в её квартире в течение нескольких часов шёл обыск; особенно тщательно изучалось содержимое книжного шкафа. Под утро арестованную вывели на улицу; к Большому дому на Литейном женщину доставили на трамвае. В тюрьме Любарская встретила Тамару Габбе, с которой ещё накануне обсуждала «какие-то редакционные дела»:

За полтора года, что я провела в тюрьме, я хорошо узнала технику следствия. Обвинения строились по принципу наибольшей неправдоподобности. Я видела в тюрьме многие десятки японских, финских, польских, латышских «шпионов», орудовавших в нашем городе. Уже одно это было ошеломляюще неправдоподобно. 
«Главный упор был на шпионаже. Нужны шпионы. Все равно, в пользу какой страны. Все равно, кто они — сторож пригородного огорода, или ученый, или литератор, или редактор детских книг, все годятся. «Подписывайте протокол», — сказал Слепнев, пододвигая ко мне папку. «Нет, я это не подпишу», — сказала я. Слепнев встал из-за стола и подошел ко мне вплотную. «Будете подписывать?» — «Нет». Он размахнулся и ударил меня по лицу. Дальше допрос шел так: «Подписывайте!» — «Не буду!» Удар. «Подписывайте!» — «Не подпишу!» Удар. «Признавайтесь!» — «Не признаюсь!» Удар. И так час за часом. Рассказывать об этом почти невозможно, невозможно передать меру беспомощности, страха, боли, отвращения... Под утро он отправил меня в камеру. А днем в камере, даже в самом дальнем уголке, не разрешалось даже дремать. Надзирательница мигом обнаруживала это. «Не спать!» — раздавался грубый окрик. Так продолжалось трое суток. В конце третьей ночи я схватила перо и подписалась на одной странице слепневского сочинения. Я не очень вчитывалась в текст, я понимала, что расстрел неминуем, — из этого Дома не выходят. Собрав последние силы, я думала только об одном: нет ли на этой бредовой странице чьих-нибудь имен, кроме моего. Нет, как будто нет. Я одна сама себе и шпион, и террорист».
Судьба Любарской и Габбе очень беспокоила её друзей; Лидия Чуковская проводила много часов в тюремных очередях, чтобы узнать об участи мужа — Матвея Бронштейна — и своих коллег по маршаковской редакции. Корней Чуковский, откладывая все дела, ездил в Ленинград, чтобы «хлопотать о Шуре Любарской». В письме дочери, датированном июнем 1938 года, он сообщал, что «написал о Шурочке секретарю тов. Вышинского».
Комиссией НКВД и Прокуратуры СССР 3 декабря 1937 года принято решение предать Любарскую суду Военной коллегии Верховного суда СССР. Дело готовили для рассмотрения Военным трибуналом ЛВО, затем Особым совещанием при НКВД СССР. Благодаря упорству Любарской и ее заявлениям в Прокуратуру о действиях следователя П. А. Слепнева осуждение не состоялось.
В декабре 1938 года Чуковскому и Маршаку удалось добиться личной встречи с Вышинским. Во время приёма они рассказывали о родителях Любарской, об отредактированном ею трёхтомнике Пушкина. Прямо в присутствии посетителей генеральный прокурор СССР позвонил в Большой дом и отдал распоряжение о применении по отношению к Любарской другой статьи. В январе 1939 года Чуковскому сообщили, что Александра Иосифовна вышла на свободу. О своей реакции на эту новость писатель рассказал дочери:

Мне даже странно было весь день носить в душе такую непривычную радость… Я всё ещё не могу охватить это большое событие. Неужели в самом деле на лице Шуриной мамы вновь появится улыбка?
В блокаду А.Любарская работала в редакции детских передач Ленрадиокомитета.

## Творческое наследие
Сказка Сельмы Лагерлёф «Путешествие Нильса с дикими гусями», обработку которой Александра Любарская осуществила вместе с Зоей Задунайской, «именно в этом пересказе стала хрестоматийным чтением». Александра Иосифовна подготовила пересказ «Калевалы», выпустила сборники «Волшебный колодец», «В тридевятом царстве, в тридесятом государстве», «По дорогам сказки». Среди обработанных ею произведений — «Сказки Топелиуса», «Лучшие сказки Норвегии» П. К. Асбьёрнсена и другие.
Отойдя от редакторской деятельности, Любарская оставалась для друзей советчиком и консультантом, была в курсе их литературных дел. Свидетельством тому — письмо Самуила Яковлевича Маршака (1960), в котором поэт рассказывает о выходе в свет четвёртого тома своего собрания сочинений:

Я очень верю Вашему уму и сердцу, и доброе Ваше слово рассеяло многие сомнения, которые у меня всегда следуют за выходом новой книги… Будьте, дорогой друг, бодры. И пусть хоть немножечко согревает Вас в эти декабрьские дни сознание того, что Вы очень дороги мне.

## Награды
Александра Любарская награждена медалями «За оборону Ленинграда», «Ветеран труда», «В память 250-летия Ленинграда» и юбилейными медалями, посвящёнными победе в Великой Отечественной войне.